# Flesh and the Devil
 Flesh and the Devil és una pel·lícula estatunidenca de Clarence Brown estrenada el 1926.

## Argument
Leo i Ulrich, plançons de la gran aristocràcia de l'Europa central de a finals del segle xix, són amics d'infantesa, i fins i tot germans de sang. Porten una carrera militar junts.
Leo s'enamora d'una comtessa, la irresistible Felicitas, després s'ha d'enfrontar al fet que és casada. El marit d'aquesta el desafia en duel, en el qual Leo mata el seu rival. Per tal d'evitar tot escàndol, l'exèrcit envia Leo a l'Àfrica durant alguns anys.
Mentrestant, Ulrich, que no està assabentat de la relació passada entre Leo i Felicitas, es casa amb aquesta.
De tornada d'Àfrica, Leo s'assabenta que el seu millor amic està casat amb la dona que estima i es trastorna per la traïció d'aquesta: no l'ha esperat. Felicitas comunica ràpidament a Leo que l'estima encara. Aquest es debat entre la seva amistat indefectible i el seu amor etern: escull quedar a distància de Felicitas.
Felicitas continua buscant Leo. Ulrich els descobreix en una cita i, comprenent finalment l'assumpte, desafia el seu amic en duel. Leo i Ulrich es troben així a l'illa que ha protegit tots els secrets de la seva infantesa, però finalment no arriben a les armes: es reconcilien.
Felicitas, qui ha intentat unir-los a l'illa, mor accidentalment a les aigües gelades del llac.

## Repartiment
- John Gilbert: Leo von Harden
- Greta Garbo: Felicitas
- Lars Hanson: Ulrich von Eltz
- Barbara Kent: Hertha von Eltz
- William Orlamond: Oncle Kutowski
- George Fawcett: Pastor Voss
- Eugenie Besserer: La mare de Leo
- Polly Moran: dona amb el ram

## Al voltant de la pel·lícula
- Una escena memorable pel seu erotisme latent, és aquella on, a l'església a punt de prendre la comunió, Felicitas (Greta Garbo) gira la copa de vi que li és donada pel sacerdot per tal que els seus llavis es puguin posar al mateix indret que les de Leo (John Gilbert) que l'ha precedit...

- El 2006, el National Film Registry de la Biblioteca del Congrés dels Estats Units la va seleccionar per a la seva preservació degut al seu interès cultural, històric o estètic.[2]

### Greta Garbo
- Es tracta de la 10a pel·lícula de Greta Garbo que tenia llavors 21 anys, la 3a de la seva carrera hollywoodienca i la seva 1a col·laboració amb John Gilbert.
- La llegenda de la relació entre Greta Garbo i John Gilbert va néixer durant el rodatge d'aquesta pel·lícula.